# 拐

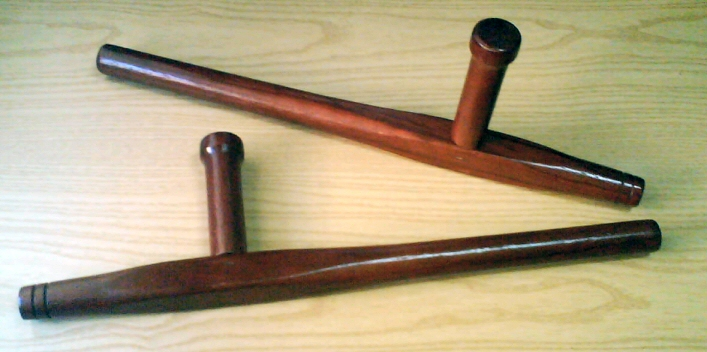
硬木製的武術用拐

拐（tonfaa，又拼做 tong fa，tuifa，tonfa），又作拐棍，是數種武器，如二字拐、十字拐、卜字拐、上下拐、鴛鴦拐等。目前比較常見的是卜字拐為短拐的一種，
是一枝卜字型的棍棒，也有T型棍、旋棍等名稱。旋棍亦是沖繩地方的傳統武器，拐流行在中國南方與東南亞，有說法是中國十八般兵器其中之一。
相傳，拐的原型是一種農具、石磨的手柄或是拐杖的變形。

## 使用地區
主要有東亞（中國、琉球、日本）及東南亞（泰國、菲律賓）等，而形狀因不同武術門派、使用方法、地區而有所不同。

## 使用門派
- 中國：少林寺、孫臏拳、白眉派等
- 日本及琉球：空手道（尤其是早期的唐手）、忍術門派的武器術（通常是現代仍存在或新興的門派）
- 泰國：古式泰拳
- 菲律賓：菲律賓魔杖

## 製造材料
世界各武術門派所用的拐主要是硬木所做，但警察用作警棍使用的拐大多數用金屬(鋁、不鏽鋼等)以及塑膠、人造纖維作為材料(PR-24就是一種著名的警察用拐)，有些裝有特別設備，例如胡椒噴霧發射裝置、電筒，有設計是在比較長Maglite電筒做棍體，裝上塑膠手柄就成為一枝警察用的拐，甚至是與ASP, Inc.製伸縮警棍二合為一的混合體，更有可發射橡膠子彈的類型。

## 手持方法

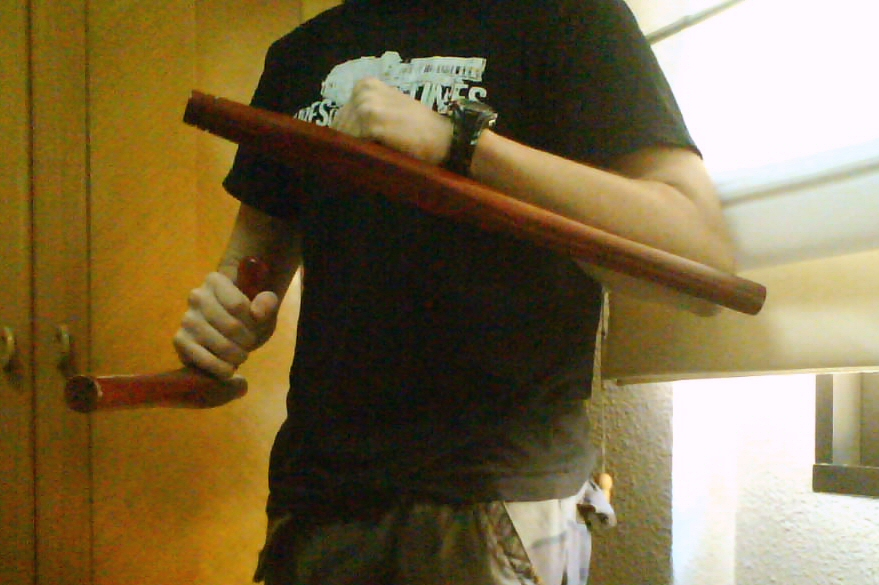
左手用1的方法持拐,而右手用2方法持拐

1. 手持手柄部份，長棍部份置於前臂下方，前端指向前方
最常用，方便用拐的前端作刺擊以及旋轉棍體本身作掃擊及揮打。
2. 手持手柄部份，長棍部份直指向前方
前刺對方身體或左右揮打,但較不常用。
3. 手持最長部份高舉棍體，手柄部份向前，形似握鐮刀
多數用作格擋及掃開對方兵器，亦可當作鐮刀的劈擊、勾跌及擒拿對方，但是並沒有割的技法，因為拐沒有刃部，亦可用前端及手柄部份的Y字部份作為攻擊及格檔兵器。
4. 手持最長部份高舉棍體，手柄部份向後
作為短棍攻擊，亦可用前端及手柄部份的Y字部份作為攻擊及格檔對方兵器。
5. 手持前端部份，長部份棍體向前，手柄指向上方或下方
作為短棍攻擊，手柄部份可作格擋對方兵器之用，類似劍的護手的作用。
6. 雙手同時持拐
可以雙手同時用相同方法持拐，亦可分別用不同方法握持。
7. 一手持拐，另一手持其他武器
例如"匕首、劍、釵"、雙節棍，警察甚至配合手槍及手電筒使用。